# アメリカ合衆国領土の変遷
アメリカ合衆国領土の変遷（アメリカがっしゅうこくりょうどのへんせん、英：Territorial evolution of the United States）は、アメリカ合衆国の内外境界の変更、さらにはその状態と改名を含む変遷の一覧である。領土の図には最終的にアメリカ合衆国の一部となった周辺地域も示す。各段階ごとに地図があり、その時にどのような具体的変化があったかを示す。
1783年のパリ条約で独立を達成した後のアメリカ合衆国は西方に拡張し、その境界を7度広げたが、イギリスとスペインの植民地との間にそれぞれ1回の大きな国境調整があり、また数度の小さな論争があった。最初の13州が50州にまで成長し、その大半は準州として始まって州に昇格した。この成長の一般的なやり方は、領土の拡大、新規獲得領地から準州の成立、これら準州の境界修正、そして最後の州昇格という過程を通った。ネバダ州とミズーリ州の2州は州になってから大きくなり、ジョージア州、マサチューセッツ州、ノースカロライナ州、テキサス州およびバージニア州の5州は新しい州を創設するために小さくなった。

## 一般的な注釈
- 本一覧には、未編入領域および自由連合盟約の下にある国を含めない。「未編入」領域と「編入」領域の間の本質的違いは、編入領域が永久にアメリカ合衆国憲法の司法権下にあると考えられるのに対し、未編入領域は独立する可能性があるということである。未編入領域には、以下の地域がある。
  - 自由連合盟約下の国：マーシャル諸島、ミクロネシア連邦、パラオ
  - 自治的未編入領域：グアム、アメリカ領ヴァージン諸島
  - コモンウェルス (米国自治連邦区)、未編入自治領域の別形態：北マリアナ諸島、プエルトリコ（幾つかの州で使われる「コモンウェルス」とは異なる形態である）
  - アメリカ領サモア、非自治であるが、憲法と自治政府を持ち自治領域と似通った機能を果たしている。
  - 合衆国領有小離島、無人、非自治、およびパルミラ環礁を除き未編入領域
  - ライン諸島、パナマ運河地帯、フィリピン自治領およびフェニックス諸島の元未編入領域
  - 太平洋諸島信託領域、国際連合の信託統治が第二次世界大戦後にアメリカ合衆国に認められた。その後分割され、マーシャル諸島、ミクロネシア連邦、北マリアナ諸島およびパラオになった。
- 「非自治的領域 (unorganized territory)」は名称ではなく、アメリカ合衆国議会が当該領域に対して自治法（権限付与法）を成立させていないことを単に意味している。大半の場合、非自治的領域の目的はアメリカ州の先住民族が定着するための土地として使うことだった。後に、正式名ではなかったが、アメリカ本土内で最後まで残った非自治的領域は「インディアン準州」と呼ばれたほどである。アメリカ合衆国が獲得した最後の領土、すなわちアラスカ州、ハワイ州およびメキシコ割譲地は編入時には自治法の無い（非自治的）領域で始まったが、単純にまだ自治化されていなかっただけのことであり、先住民族のために取っておくものではなかった。パルミラ環礁はアメリカ合衆国領域に残る唯一の「非自治的編入領域」である。
- 下に示す地図上、境界の点線は、現在のアメリカ合衆国国境に限定されるために、その地域が地図上で十分に示されない一部であることを示す。例外はオレゴン・カントリーであり、地図の領域を超えて共同管理された。

- 現在でもいくつかの境界紛争があり、また、アメリカ合衆国史初期からの境界には明確でないものが多い。例えば、西フロリダと東フロリダの境界は明確になっていない。単純化のために、本一覧では当初境界とされていたアパラチコラ川を採用しているが、後年の地図では西のペルディド川を境界とするものも多い。これはフロリダ自治法（権限付与法）が制定された際、その定義領域に西フロリダと東フロリダ双方の一部を含んでいたことが関わっている。境界がペルディド川であれば、フロリダ準州は既にルイジアナ、ミシシッピおよびアラバマに分割されていた西フロリダの如何なる部分も含むことは無かったことになる[1]。

- 下記の幾つかの小さな変更も一覧に含まれているが、地図には反映されていない。

1. 南北戦争終了時、バージニア州からウェストバージニア州に2郡が移管されたこと
2. アラスカ国境問題、これは測量された国境に関する紛争というよりも測量が全体的に行われなかったために起こった問題である。地図上でも大きな変更にはならない。
3. ペンシルベニア州とデラウェア州の間のウェッジ紛争、1平方マイル程度である。
4. ダコタ準州が創設されたとき、北緯43度線より南、ケヤパハ川とニオブララ川より北の領域を含んでいた。ここは1882年3月28日にネブラスカ州に移管された[2]。
5. インディアナ州であった2度の小さな調整
6. メキシコとのリオ・グランデ川に関する様々な論争

## 18世紀
1789年3月4日
アメリカ合衆国憲法が発効となり新しい国家ができた。州によって憲法を批准した日付は異なるが、地図は単純化のために最終結果のみ示した。
アメリカ合衆国は1783年9月3日のパリ条約でイギリスからの独立を果たし、13植民地は独立した主権国家 (state) となった。境界は条約第2条で規定されたが、2つの大きな問題を持っていた。第一に、条約では中部北辺の境界は「ウッズ湖から真西に伸び、ミシシッピ川に至る線」とされたが、ミシシッピ川の水源はその線のずっと南にあり、つまりそこで終わってしまっているのでウッズ湖から真西に伸びる線ではミシシッピ川に突き当たらない。このことは条約制定当時には判っていなかったが、実際の境界はウッズ湖から真南に伸び、ミシシッピ川に突き当たる線となった。
現在の国境に慣れた者にとっては幾つかの特異な点がある。多くの州はイギリス王室から海から海までの土地勅許を得ており、簡単には諦めなかったが、この日までにアメリカ独立戦争で負った負債と引き換えに連邦政府に対してその土地を譲渡した。しかし、ジョージア州が譲渡したのはだいぶ遅くなってからであり、コネチカット州は大部分を譲渡したがその西部保留地だけは残した。バージニア州はオハイオ川の北と西の領土の領有権を譲渡したが、この土地が非自治的領域になった。ノースカロライナ州もその西部郡部に対する領有権を譲渡したが、連邦議会がそれを正式に認めたのは1790年になってからだった。ニューヨーク州はエリー三角形に対する領有権主張を連邦政府に譲った。この時点でジョージア州とバージニア州を除き全ての州は現在の姿になった。ただし、前述のように小さな問題は幾つか発生した。
西フロリダはアメリカ合衆国が主張したよりもさらに北の境界を主張した。その境界はスペインがイギリスに譲渡したときに北緯31度線だった。イギリスはその境界を後に32度38分まで上げたが、パリ条約でスペイン領フロリダがスペインに戻された時、イギリスは境界が北緯31度線であると主張したのに対し、スペインは北側の境界を主張し続けた。またマサチューセッツ州の北部メイン地区およびスペリオル湖北西の地域の境界は論争が残った。
ペンシルベニア州とデラウェア州の間の楔形領域は17世紀以来論争が続き、両州の間の論点であり続けた。
バーモント共和国は複雑な問題であり、ニューヨーク州とニューハンプシャー州が領有権主張していたが、事実上の未承認独立国として存在していた。
1789年8月7日
アメリカ合衆国議会はオハイオ川北西の領土、すなわち北西部領土の自治化を北西部条例の条項で確認した。北西部領土は現在のイリノイ州、インディアナ州、ミシガン州、ミネソタ州北東部、オハイオ州大半およびウィスコンシン州で構成された。北西部領土は1787年7月13日に連合規約下で自治化されており、新憲法下では幾らか修正された。
1790年4月2日
アメリカ合衆国議会はノースカロライナ州の西部郡部割譲を認めた。これは前年の1789年12月22日に予め割譲済みとなっていた。これにより、この土地は非自治的領域となった。
1790年5月26日
南西部条例によってオハイオ川の南の領土すなわち南西部領土を自治化した。これは現在のテネシー州に相当する。
1791年3月4日
バーモント共和国は、その一部についてニューヨーク州とニューハンプシャー州が領有権を主張しており、事実上未承認独立国として存在していたが、合衆国14番目の州、バーモント州として加盟を認められた。
1791年9月9日
連邦直轄地としてのコロンビア特別区がメリーランド州とバージニア州から割譲された土地に形成された。バージニア州の土地は1847年に返還された。
1792年3月3日
連邦政府はエリー三角形をペンシルベニア州に売却した。
1792年6月1日
バージニア州のうちアパラチア山脈より西の郡部が分割され、ケンタッキー州として合衆国15番目の州となった。
1796年8月2日
ピンクニー条約、またの名はサンロレンゾ条約で西フロリダ北の境界を北緯31度線で決着した。
1796年6月1日
南西部領土はテネシー州として合衆国第16番目の州になった。
1798年5月7日
ヤズー土地詐欺事件のために、ジョン・アダムズ大統領が署名した法律で、ジョージア州西部の土地譲渡について同州と交渉する代理人を指名することを可能にした。この法では西フロリダが割譲した地域にミシシッピ準州を創設した。これは現在のミシシッピ州とアラバマ州の南側およそ3分の1に相当するが、西フロリダの一部だったパンハンドル地域は除外された。

## 1800年代
1800年7月4日
北西部領土を2分割し、西側部分をインディアナ準州とした。これは現在のイリノイ州、インディアナ州、ミネソタ州北東部およびウィスコンシン州と、ミシガン州のロウアー半島西半分とアッパー半島の東端部を除く全部に相当した。北西部領土はオハイオ州の大半とミシガン州の残り部分だけになった。
1800年7月10日
コネチカット州はその西部保留地を連邦政府に譲渡し、そこは北西部領土の一部となり、現在ではオハイオ州の北東部となっている

また、1800年10月1日、第三次サン・イルデフォンソ条約により、フランス領ルイジアナがスペイン帝国からフランス帝国に移管された。
1802年4月26日
ジョージア州は最終的にその西部領有権、すなわちヤズー土地を連邦政府に譲渡し、そこは非自治的領域となった。
1803年3月1日
北西部領土南東部がアメリカ合衆国第17番目の州、オハイオ州として加盟を認められた。北西部領土の残りはインディアナ準州が吸収した。
1803年4月30日
ルイジアナ買収が行われ、アメリカ合衆国はミシシッピ川を超えて西に拡大した。西フロリダとの間にはミシシッピ川の東にどれだけの土地が含まれていたかについて論争があった。ルイジアナ買収の範囲は、単にミシシッピ川の流域と定義されていたために、現在の国境より幾分北側まで延びていた。買収範囲には現在のアーカンソー州、カンザス州、アイオワ州、ミズーリ州、ネブラスカ州およびオクラホマ州の全地域と、コロラド州、ルイジアナ州、ミネソタ州、モンタナ州、ニューメキシコ州、ノースダコタ州、サウスダコタ州、テキサス州およびワイオミング州の一部が含まれていた。また現在のカナダ、アルバータ州、マニトバ州およびサスカチュワン州の南端部も含まれていた。
1804年3月27日
ジョージア州が放棄し非自治的領域となっていた部分はミシシッピ準州に吸収された。ミシシッピ準州は現在のミシシッピ州とアラバマ州の全域にあたり、このときはまだ西フロリダの一部だったパンハンドル（細長い土地）だけが領域に入っていなかった。
1804年10月1日
ルイジアナ買収により獲得した土地は、南部の一部（現在のルイジアナ州とテキサス州の小部分にあたる）をオーリンズ準州として自治化し、残り部分は依然自治化されないままだったが、暫定的にルイジアナ地区としてインディアナ準州が管轄することとされた。オーリンズ準州の西部境界はヌエバ・エスパーニャとの紛争になった。特に西のサビーン川から東のアロヨ・ホンド川に挟まれた地帯はルイジアナ中立地 (Neutral Ground of Louisiana) と呼ばれることになった。この土地は後に1819年のアダムズ＝オニス条約によってアメリカ領と確定した。
1805年1月11日
インディアナ準州からミシガン準州が分離され、現在のミシガン州ロウアー半島の全体を含んだが、アッパー半島はインディアナ準州が北西部領土から分離した時に東端部のみを含んでいたので、そこだけがミシガン準州に含まれた。
1805年7月4日
ルイジアナ地区が自治化されてルイジアナ準州が起立された。
1809年3月1日
インディアナ準州からイリノイ準州が分離された。イリノイ準州には現在のイリノイ州、ミネソタ州北東部、およびウィスコンシン州が含まれた。インディアナ準州には現在のインディアナ州の領域に加えてその東西の州境は北に伸ばされた形だった。これはミシガン州のアッパー半島中央部とウィスコンシン州ドア半島も含むことになった。

## 1810年代
1810年4月
ハワイ諸島はハワイ王国として統一された。
1810年10月27日
ジェームズ・マディソン大統領の声明により、アメリカ合衆国は西フロリダのバトンルージュとモービル地区を併合し、ルイジアナ買収の一部と宣言した。これらはその90日前に西フロリダ共和国の独立を宣言していた。
1812年4月30日
オーリンズ準州の大半が合衆国第18番目の州、ルイジアナ州として加盟した。準州の残り部分（北西端部）はルイジアナ準州に譲られた。
1812年5月12日
連邦政府は西フロリダの一部、モービル地区をミシシッピ準州に併合し、現在のアラバマ州とミシシッピ州を併せたものに相当するようになった。
1812年6月4日
ルイジアナ準州は既に昇格した州と同じ名前を持っていたので、ミズーリ準州と改名された。
1816年12月11日
インディアナ準州のミシガン湖以南の部分が合衆国第19番目の州、インディアナ州として加盟を認められた。準州の残り（ミシガン湖以北部分）は自治的領域ではなくなった。
1817年3月3日
ミシシッピ準州からアラバマ準州が分離した。どちらの準州も現在の州に相当する。
1817年12月10日
ミシシッピ準州は合衆国第20番目の州、ミシシッピ州として加盟した。
1818年10月20日
1818年条約によってウッズ湖より西の北緯49度線がイギリス領との境界に設定され、アメリカとイギリスの共同領土としてオレゴン・カントリーが設立された。オレゴン・カントリーは今日のアイダホ州とオレゴン州の大半、ワシントン州全域およびモンタナ州の一部、またカナダのブリティッシュコロンビア州南部に相当する。この条約によって、ミネソタ州北西部、ノースダコタ州北東部およびサウスダコタ州北東部からなるレッド川流域をアメリカ合衆国に移管した。
1818年12月3日
イリノイ準州の南部が合衆国第21番目の州、イリノイ州として加盟した。イリノイ準州の残り部分はミシガン準州と併合されミシガン準州となった。
1819年3月2日
ミズーリ準州の南部がアーカンソー準州(Arkansaw Territory)として編成され、現在のアーカンソー州とオクラホマ州の一部で構成された。名前の綴りが公式に"Arkansas"とされたのは後のことである。
1819年12月14日
アラバマ準州が合衆国第22番目の州、アラバマ州として加盟した。

## 1820年代
1820年3月16日
マサチューセッツ州のメイン地区が分離し、合衆国第23番目の州、メイン州として加盟した。これはミズーリ妥協の一部だった。
1821年7月10日
アダムズ＝オニス条約が発効となった。これによりアメリカ合衆国とヌエバ・エスパーニャとの境界問題が決着した。この条約の条項により、スペイン領フロリダの全てがアメリカ合衆国に売却された。この条約では今日のアイダホ州とオレゴン州の一部もオレゴン・カントリーに移管され、現在のコロラド州、オクラホマ州とワイオミング州の一部、ニューメキシコ州とテキサス州の全部はヌエバ・エスパーニャに移され、フロリダ州全域がアメリカ合衆国に移された。新しい国境は1820年4月1日に設立されていたアーカンソー準州のミラー郡に入り、レッド川まで南下して、スペイン領となった土地に入った。しかし、その地域はスペインから遠かったために重大な紛争にはならなかった。
1821年8月10日
ミズーリ準州南東隅部が合衆国第24番目の州、ミズーリ州として加盟した。準州の残りは非自治的領域となった。この時点のミズーリ州には北西部三角地帯は含まれておらず、1837年のプラット買収で追加された。
1821年9月27日
ヌエバ・エスパーニャはメキシコとして独立を達成した。
1822年3月30日
東フロリダと、既に他の州に組み込まれていなかった西フロリダの部分が一つになってフロリダ準州として編成された。これは現在のフロリダ州に相当する。この頃、アーカンソー準州の公式の綴りが"Arkansas Territory"となった。
1824年11月15日
アーカンソー準州が縮小され、西側部分が非自治的領域となった。
1828年5月6日
アーカンソー準州がさらに縮小されて現在のアーカンソー州領域となり、残り部分はミラー郡として領有主張されていた土地を除き再度非自治化した。

## 1830年代
1834年6月30日
現在のアイオワ州、ミネソタ州西部およびノースダコタ州とサウスダコタ州の東部からなる大きな非自治的領域がミシガン準州に付加された。
1836年3月2日
テキサス共和国がメキシコからの独立を果たしたが、その領域の大半は論争が残った。テキサス共和国は現在のテキサス州東半分を支配し、その西半分とコロラド州、カンザス州、ニューメキシコ州およびワイオミング州の一部が論争となった。アーカンソー準州のミラー郡はテキサスの領内に入り、そこの住民はテキサス人としての認識を持つようになり、アーカンソー準州とテキサス共和国両方の政府に郡から代表を送った。
1836年6月15日
アーカンソー準州は合衆国第25番目の州、アーカンソー州として加盟した。ミラー郡については領有権の主張を続けていたが、次第に不適当ということになっていった。
1836年7月4日
ミシガン準州からウィスコンシン準州が分離し、今日のウィスコンシン州、ミネソタ州、アイオワ州およびノースダコタ州とサウスダコタ州の東部から構成された。トレド・ストリップに対する領有権主張をオハイオ州に譲る代償として現在のアッパー半島全域がミシガン準州の領域に当てられ、現在のミシガン州の領域ができた。
1837年1月26日
ミシガン準州が合衆国第26番目の州、ミシガン州として加盟した。
1837年3月28日
プラット買収によりミズーリ州に小領域が追加され、現在の領域に等しくなった。
1838年7月4日
ウィスコンシン準州からアイオワ準州が分離され、現在のアイオワ州とミネソタ州西部、およびノースダコタ州とサウスダコタ州の東部から構成された。ウィスコンシン準州はミネソタ州北東部とウィスコンシン州の領域となった。

## 1840年代
1842年11月10日
ウェブスター＝アッシュバートン条約により、アメリカ合衆国とイギリスがロッキー山脈より東に持っていた土地との間の境界を確定し、メイン州およびミネソタ州北東部の境界に関する論争を終わらせた。
1845年3月3日
フロリダ準州が合衆国第27番目の州、フロリダ州として加盟した。
1845年12月29日
テキサス共和国が合衆国第28番目の州、テキサス州として加盟した。1845年3月1日にアメリカ合衆国に併合されていたが、テキサスはその後も暫くは合衆国への加盟に同意していなかった。テキサス州には領有権を主張するメキシコの土地全てを含み、現在のテキサス州全域と、コロラド州、ニューメキシコ州、オクラホマ州およびワイオミング州の一部も含んでいた。テキサス州が合衆国に加盟したことで、アーカンソー州はミラー郡に対する領有権を諦めた。
1846年6月18日
オレゴン条約により、イギリスが所有していた土地との大陸国境として、ウッズ湖の西は北緯49度線とすることになった（バンクーバー島は含まれなかった）。オレゴン・カントリーの共同領有は終わり、アメリカ側の土地は編入され非自治的領域となった。
1846年12月28日
アイオワ準州の南東部が合衆国第29番目の州、アイオワ州として加盟した。準州の残りは非自治化した。
1847年3月13日
コロンビア特別区からポトマック川南岸の土地をバージニア州に返還した。連邦議会は1846年7月9日に返還法を成立させ、この日にバージニア州が領有を再開した。
1848年2月2日
グアダルーペ・イダルゴ条約で米墨戦争を終結させ、メキシコから広大な領土を獲得した。そこは現在のカリフォルニア州、ネバダ州、ユタ州の全域と、アリゾナ州の大半、およびコロラド州、ニューメキシコ州とワイオミング州の一部となっている。
1848年5月29日
ウィスコンシン準州の南東部が合衆国第30番目の州、ウィスコンシン州として加盟した。準州の残りは非自治化した。
1848年8月14日
オレゴン準州が編成され、現在のアイダホ州、モンタナ州北西部、オレゴン州、ワシントン州およびワイオミング州西部を含むことになった。
1849年3月3日
ミネソタ準州が編成され、今日のミネソタ州およびノースダコタ州とサウスダコタ州の東部を含むこととされた。

## 1850年代
1850年9月9日
1850年協定の一部としてメキシコ割譲地が分割された。割譲地の西部は合衆国第31番目の州、カリフォルニア州として加盟を認められた。残りはユタ準州とニューメキシコ準州として編成された。両準州にはテキサス州がその負債の見返りとして連邦政府に譲渡した土地も含まれた。テキサス州とメキシコ割譲地の一部は非自治的領域となった。テキサス州北部の小さな帯状地はどの州や準州にも公式に割り当てられないという特異な状況が現出した。ここは中立帯あるいは「無人の土地」と呼ばれるようになり、現在ではオクラホマ州のオクラホマ・パンハンドルに相当する。ニューメキシコ準州は現在のアリゾナ州とニューメキシコ州の大半と、コロラド州の南部およびネバダ州南端から構成された。ユタ準州は現在のユタ州、ネバダ州の大半およびコロラド州とワイオミング州の一部から構成された。
1853年3月2日
オレゴン準州からワシントン準州が分離され、現在のワシントン州、アイダホ州北部およびモンタナ州西端から構成されることになり、オレゴン準州は現在のオレゴン州全域、アイダホ州南部およびワイオミング州の一部ということになった。
1853年12月30日
ガズデン購入により、現在のアリゾナ州とニューメキシコ州の南端部に相当する地域がニューメキシコ準州に付加された。
1854年5月30日
カンザス準州とネブラスカ準州が編成された。残る非自治的領域はインディアン準州と呼ばれるようになった。カンザス準州は現在のカンザス州とコロラド州東部で構成され、ネブラスカ準州は現在のネブラスカ州とコロラド州、モンタナ州、ノースダコタ州、サウスダコタ州およびワイオミング州の一部で構成された。インディアン準州はオクラホマ州東部に相当する。
1858年5月11日
ミネソタ準州東部が合衆国第32番目の州、ミネソタ州として加盟した。準州の残りは非自治的領域となった。
1859年2月14日
オレゴン準州西部が合衆国第33番目の州、オレゴン州として加盟した。準州の残りはワシントン準州に割り当てられた。

## 1860年代
1860年2月8日
テキサス州は、当時連邦政府が管理していたグリア郡の領有権主張を始めた。ここは現在オクラホマ州に入っている。
1861年1月29日
カンザス準州東部が合衆国第34番目の州、カンザス州として加盟した。西部については特異な状態ができた。そこは1861年2月28日にコロラド準州に付加されたが、カンザス州成立からコロラド準州形成までの1ヶ月間は公式の位置付けが無いままだった。
1861年2月4日
アメリカ連合国が結成された。南部州は異なる日付で合衆国から脱退し、アメリカ連合国に加盟したが、地図の簡略化のためにアメリカ連合国の最終形を示す。ケンタッキー州とミズーリ州には南部と北部の両政府が存在し、インディアン準州は南部が支配した。南北戦争前後の動きはCSA states evolutionで参照できる。
1861年2月28日
コロラド準州が編成され、これにはユタ準州、ニューメキシコ準州およびネブラスカ準州からの土地とカンザス準州の残りの土地が含まれた。現在のコロラド州の領域に相当する。またワシントン準州の東端はネブラスカ準州に移管された。
1861年3月2日
ネブラスカ準州からダコタ準州が分離され、ミネソタ準州設立時に残されて非自治的領域となっていた領土もこれに含まれた。ダコタ準州は現在のノースダコタ州とサウスダコタ州、およびモンタナ州の大半とワイオミング州北部で構成された。ネブラスカ準州はネブラスカ州とワイオミング州南東部ということになった。ユタ準州からネバダ準州が分離され、現在のネバダ州北西部ということになった。東部州境はワシントンD.C.から西経39度離れた線とされた。
1861年8月1日
アメリカ連合国が合衆国ニューメキシコ準州の南半分にアリゾナ準州を設立した。1862年2月14日に自治化されることとされた。現在のアリゾナ州とニューメキシコ州の南半分に相当する。
1862年7月14日
ネバダ準州の鉱山と放牧という性格のために土地が付加された。その東部州境はワシントンD.C.から西経39度離れた線から38度離れた線とされ、それまでのユタ準州管轄から移管された。
1863年2月24日
北部はニューメキシコ準州から分離する形で独自のアリゾナ準州を創設し、両準州は今日の州の形に相当するものとなったが、アリゾナ準州にはネバダ州の南端も含まれていた。
1863年3月4日
ワシントン準州、ダコタ準州およびネブラスカ準州の部分からアイダホ準州が編成され、現在のアイダホ州、モンタナ州およびワイオミング州の大半から構成された。ネブラスカ準州とワシントン準州は今日の州の形に相当するようになった。
1863年6月20日
バージニア州北西部の郡部でアメリカ連合国の一部となることを望まなかったところが分離し、合衆国第35番目の州、ウェストバージニア州として加盟した。
1864年5月26日
アイダホ準州からモンタナ準州が分離し、ダコタ準州からも一部の土地を併合した。モンタナ準州は今日のモンタナ州に相当し、アイダホ準州はアイダホ州とワイオミング州西部ということになった。ダコタ準州はノースダコタ州とサウスダコタ州およびワイオミング州大半となった。
1864年10月31日
ネバダ準州が合衆国第36番目の州、ネバダ州として加盟した。当時の姿は今日のものより幾らか小さく、東部と南部に欠けている所があった。
1865年4月9日
アメリカ連合国が降伏した。レコンストラクション時代および合衆国への再加盟には数年を要した。地図は簡略化のため、全州が再加盟した状態で示した。この間の動きについてはCSA states evolutionを参照。
1866年5月5日
ネバダ州の東州境はワシントンから西経38度線から37度線まで移され、ユタ準州の土地が移管された。
1867年1月18日
アリゾナ準州北西隅がネバダ州に移管され、ネバダ州は今日の姿になった。
1867年3月1日
ネブラスカ準州が合衆国37番目の州、ネブラスカ州として加盟した。
1867年10月11日
アメリカ合衆国はロシアからアラスカを購入した。アラスカ県と指定され、アラスカ国境問題の地域を除き今日のアラスカ州の姿に相当している。
1868年7月25日
ワイオミング準州がダコタ準州、アイダホ準州およびユタ準州の部分から編成された。これは現在のワイオミング州に相当する。

## 1870年代
1872年10月21日
イギリスとのブタ戦争を正式に終わらせ、アメリカ合衆国にはサンフアン島が与えられた。
1876年8月1日
コロラド準州が合衆国第38番目の州、コロラド州として加盟した。

## 1880年代
1882年3月28日
ダコタ準州のうち、北緯43度線の南、ケヤパハ川とネブラスカ川の北がネブラスカ州に移管された。
1884年5月17日
アラスカ県は連邦政府と郡の直轄地だったが、アラスカ地区として指定され、地方政府が置かれた。
1889年11月2日
ダコタ準州が2分割され、合衆国第39番目の州ノースダコタ州、第40番目の州サウスダコタ州が加盟した。
1889年11月8日
モンタナ準州が合衆国第41番目の州、モンタナ州として加盟した。
1889年11月11日
ワシントン準州が合衆国第42番目の州、ワシントン州として加盟した。

## 1890年代
1890年5月2日
インディアン準州の西部からオクラホマ準州が編成され、中立帯を含み、現在のオクラホマ州西半分となった。
1890年7月3日
アイダホ準州が合衆国第43番目の州、アイダホ州として加盟した。
1890年7月10日
ワイオミング準州が合衆国第44番目の州、ワイオミング州として加盟した。
1894年7月4日
ハワイ王国がハワイ共和国となった。
1896年1月4日
ユタ準州が合衆国第45番目の州、ユタ州として加盟した。
1896年5月4日
アメリカ合衆国最高裁判所は公式にグリア郡をオクラホマ準州に所属すると裁定した。
1898年8月12日
ハワイ共和国はアメリカ合衆国に併合された。

## 1900年以降
1900年6月14日
併合されたハワイ諸島はハワイ準州（Territory of Hawaii）として編成され、パルミラ環礁を含んでいることを除き、現在のハワイ州の姿になった。
1903年10月20日
アラスカ国境問題が調停により解決し、概ねアメリカの主張に近い形となった。
1907年11月16日
オクラホマ準州とインディアン準州が合併し、合衆国第46番目の州、オクラホマ州として加盟した。
1912年1月6日
ニューメキシコ準州が合衆国第47番目の州、ニューメキシコ州として加盟した。
1912年2月14日
アリゾナ準州が合衆国第48番目の州、アリゾナ州として加盟した。
1912年8月24日
アラスカ地区がアラスカ準州として編成された。
1921年3月28日
デラウェア州とペンシルベニア州の間で論争が続いていた楔形の土地（ウェッジ）1平方マイルについて、デラウェア州に有利な形で最終解決された。
1959年1月3日
アラスカ準州が合衆国第49番目の州、アラスカ州として加盟した。
1959年8月21日
ハワイ準州（Territory of Hawaii）が合衆国第50番目の州、ハワイ州として加盟し、現在のアメリカ合衆国に相当する形になった。州昇格の際にパルミラ環礁が除外された。パルミラ環礁はハワイ準州の一部として編入されていたので、アメリカ合衆国では唯一編入済み領域となった。
1970年
1970年国境条約で、テキサス州リオ・リコ市がメキシコに割譲された。移管は1977年に正式となり、メキシコのタマウリパス州に加えられた。